# SummerSlam 2008
SummerSlam 2008 è stata la ventunesima edizione dell'omonimo evento in pay-per-view  prodotto con cadenza annuale dalla World Wrestling Entertainment. Ha avuto luogo il 17 agosto presso il Conseco Fieldhouse di Indianapolis. L'evento ha registrato il tutto esaurito, con 15.977 biglietti venduti.
L'evento ha avuto una card, formata da un main event per brand. Per Raw Batista vs. John Cena per SmackDown, The Undertaker vs. Edge in un Hell in a Cell match.
L'undercard è stata caratterizzata da 3 match valevoli per un titolo. Nel primo l'ECW Champion Mark Henry vs. Matt Hardy, nel secondo CM Punk vs. JBL in un single match con in palio il World Heavyweight Championship e nel terzo, invece, Triple H vs. The Great Khali per il WWE Championship.

## Storyline
Nella puntata di SmackDown del 18 luglio, mentre erano in procinto di celebrare il loro matrimonio (kayfabe), Edge e la General Manager dello show, Vickie Guerrero, furono interrotti dal WWE Champion Triple H, il quale rivelò poi la relazione segreta tra lo stesso Edge e Alicia Fox attraverso la visione di alcuni filmati registrati ad insaputa dei due. Il 20 luglio, a The Great American Bash, Edge fu sconfitto da Triple H, fallendo la conquista del WWE Championship, a causa degli interventi di Alicia e Vickie. Nella puntata di SmackDown del 25 luglio, dopo che aveva rifiutato il suo perdono, Vickie informò Edge di aver reintegrato The Undertaker (il quale era stato costretto all'allontanamento dalla WWE a seguito della sconfitta patita proprio contro Edge a One Night Stand) nel roster di SmackDown per ripicca nei suoi confronti. Un Hell in a Cell match tra Edge e The Undertaker fu poi annunciato per SummerSlam dalla stessa Vickie.
Nella puntata di SmackDown del 25 luglio The Great Khali vinse un Battle Royal match che includeva anche Big Show, Jeff Hardy, Mr. Kennedy, Umaga e Montel Vontavious Porter, diventando così il contendente n°1 al WWE Championship di Triple H. Un match tra i due con in palio il titolo fu quindi sancito per SummerSlam.
Nella puntata di Raw del 21 luglio Batista sconfisse il World Heavyweight Champion CM Punk per squalifica dopo che John Cena, intento ad attaccare il suo rivale John "Bradshaw" Layfield (il quale stava interferendo nel match), lo aveva colpito accidentalmente, facendogli sì vincere l'incontro ma non il titolo. Nella puntata di Raw del 28 luglio il nuovo General Manager dello show, Mike Adamle, annunciò prontamente un match tra Cena e Batista per SummerSlam.
Nella puntata di Raw del 4 agosto John "Bradshaw" Layfield, in coppia con Chris Jericho, sconfisse il solo World Heavyweight Champion CM Punk in un Handicap match non titolato, schienandolo per diventare il contendente n°1 al suo titolo. Un match tra Punk e JBL con in palio il World Heavyweight Championship fu dunque sancito per SummerSlam.
Nella puntata di ECW del 22 luglio Matt Hardy vinse un Fatal 4-Way match che includeva anche Finlay, John Morrison e The Miz, diventando il contendente n°1 dell'ECW Champion Mark Henry.  Un match per l'ECW Championship tra Hardy e Henry fu poi annunciato per SummerSlam.
Nella puntata di SmackDown del 25 luglio, durante la Battle Royal match valevole per la nomina di contendente n°1 al WWE Championship di Triple H, Jeff Hardy eliminò Montel Vontavious Porter dalla contesa (che fu poi vinta da The Great Khali). Dopo essersi attaccati a vicenda nel corso delle successive puntate, un match tra Hardy e MVP fu sancito per SummerSlam.
Nella puntata di Raw del 14 luglio Santino Marella indisse una Open Challenge alla quale rispose poi Beth Phoenix, che successivamente sconfisse lo stesso Marella. Nella puntata di Raw del 21 luglio Marella baciò tuttavia Beth, iniziando a formare una coppia con lei. Nella puntata di Raw del 14 agosto Beth e Marella sfidarono rispettivamente la Women's Champion Mickie James e l'Intercontinental Champion Kofi Kingston ad un match per il titolo. Un Winners Take All Mixed Tag Team match tra Beth e Marella contro Mickie e Kingston con in palio sia l'Intercontinental Championship (di Kingston) che il Women's Championship (di Mickie) fu poi annunciato per SummerSlam.

## Evento
In un Dark Match Big Show batte Bam Neely, nonostante questi fosse aiutato da Chavo Guerrero.

### Match preliminari
Nel primo match Jeff Hardy affronta MVP. Il match è equilibrato con i contendenti che dominano il match "a turno". Quando Jeff Hardy mette a terra MVP con un Whisper in the Wind, cerca di chiudere il match con la Swanton Bomb, ma Shelton Benjamin interviene e Jeff lo mette fuori gioco con un salto dal paletto. Hardy ritenta la Swanton Bomb, ma fallisce. MVP ne approfitta, lo colpisce con un calcio in faccia e chiude il match.
Il secondo Match della serata è un "Winners Take All" tra la campionessa femminile Mickie James in coppia con il campione intercontinentale Kofi Kingston e il team "Glamarella" composto dalla Glamazon Beth Phoenix e Santino Marella. Il match inizia con le ragazze nel ring, ma poi vengono chiamati in causa i due uomini. Verso la fine del match Santino abbassando le corde, fa volare fuori Kofi Kingston, ma subisce un DDT da Mickie. Beth, però, è brava a capitalizare la situazione e ad eseguire la Glam Slam. Così sia Santino che Beth conquistano le cinture per la seconda volta nella loro carriera.
Il PPV continua con l'annuncio di Shawn Michaels. Accompagnato dalla moglie Rebecca, rende pubblica la scelta di ritirarsi dal mondo del wrestling, ma il tutto viene bloccato da Chris Jericho. Dopo un diverbio tra i due, in cui Michaels urla a Chris che "non sarà mai Shawn Michaels". Jericho cerca di colpire Shawn, ma il pugno arriva alla moglie di HBK. Jericho scappa e Michaels cercherà sicuramente vendetta.
Nel terzo match il campione ECW Mark Henry difende il titolo da Matt Hardy. Poco dopo l'inizio dell'incontro, Matt esegue la Twist of Fate e cerca di chiudere il match, ma Tony Atlas lo trascina fuori e lo assale. Il titolo rimane a Henry visto che la cintura passa di mano solo per pinfall o sottomissione. Il fratello di Matt, Jeff, arriva in suo soccorso, attacca Tony Atlas e scacciano i due.

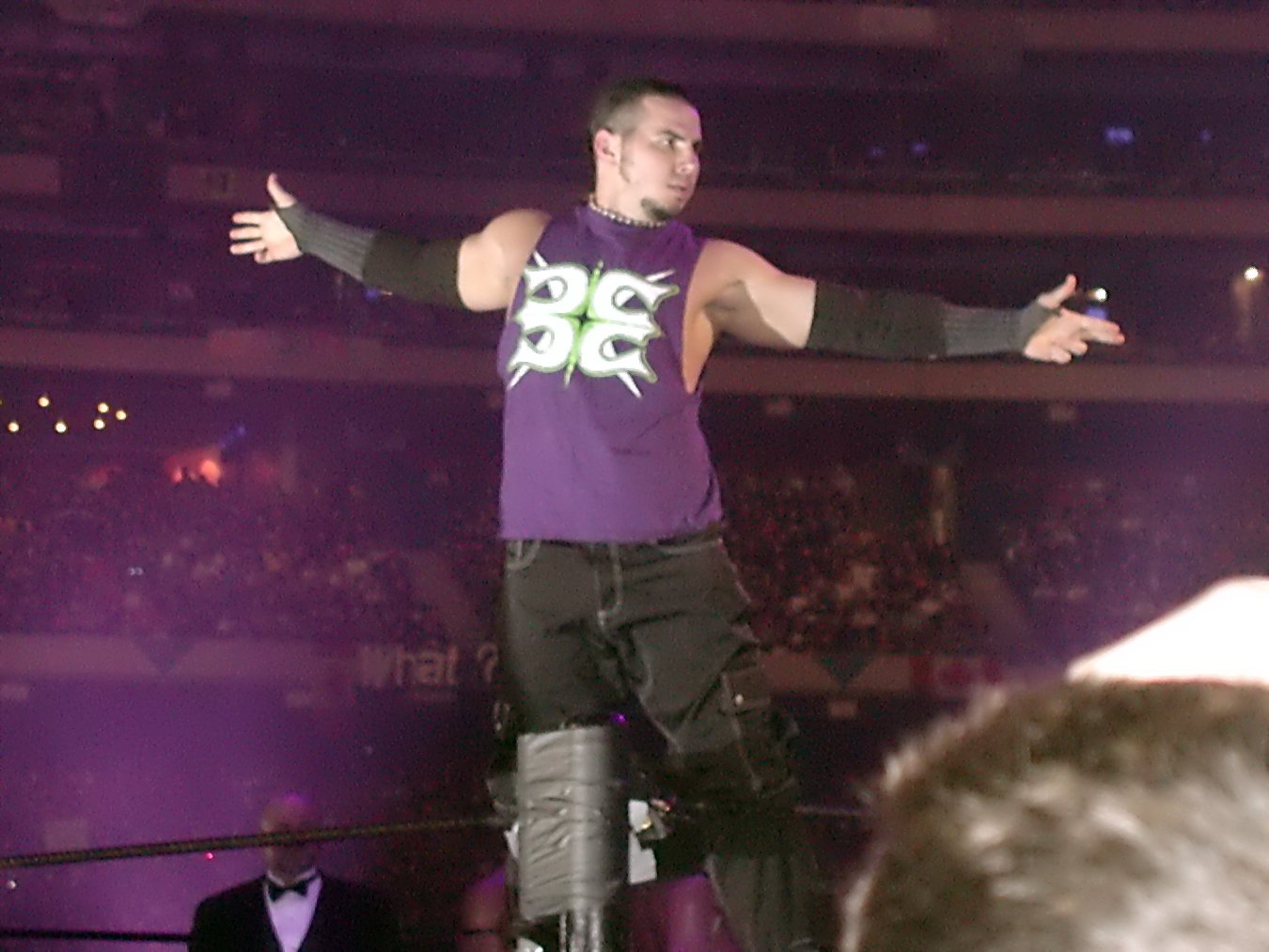
Matt Hardy, che affrontò Mark Henry per l'ECW Championship

### Main Event
Il quarto match, pre-main event per Raw, è un Single Match tra il campione dei pesi massimi CM Punk e John "Bradshaw" Layfield. Dopo aver dominato gran parte dell'incontro, JBL viene colpito con la GTS (Go to Sleep) di Punk che mantiene il titolo.
Il match successivo, pre-main event per SmackDown!, vede il campione WWE, Triple H, difendere con successo il titolo contro Great Khali. Il campione viene colpito subito con una Chokeslam a due mani, mossa con cui il gigante è solito chiudere l'incontro. Khali controlla il match basandosi sulla forza, ma HHH attacca alle gambe. L'indiano blocca due Pedigree del Hunter, ma il campione riesce a mettere a segno il terzo e chiudere il match.

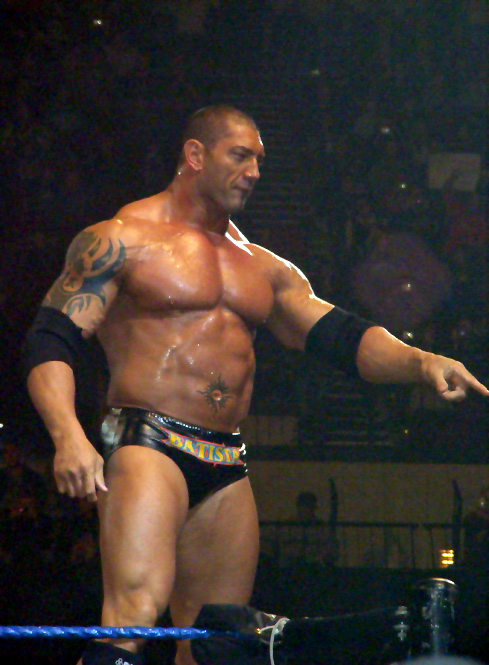
Batista affrontò John Cena

Il main event per Raw vede sfidarsi per la prima volta Batista e John Cena. I fan si dividono tra i due contendenti, i quali usano tutte le loro signature moves per mettere a segno il pin decisivo. Dopo aver reso omaggio al suo mentore, Ric Flair, con una chop block e una Figure Four leg lock, Batista cerca di chiudere l'incontro, ma viene chiuso nella STFU. Cena cerca di mettere fine a tutto ed esegue la FU. Batista riesce a rovesciare un top rope leg lock in una Batista Bomb. Dopo aver colpito Cena con un calcio in faccia, Batista esegue la seconda mossa finale e chiude l'incontro.
La serata si conclude con l'Hell in a Cell match tra il "Deadman" The Undertaker ed Edge. I due si affrontano in un violentissimo incontro, durante il quale, Edge spacca il muro della gabbia con una spear, ritrovandosi all'esterno. Lo scontro continua anche tra i commentatori, ed il vincitore sarà Undertaker che si vendica di Edge colpendolo anche con la sua stessa mossa finale, la Spear e gettandolo attraverso quattro tavoli con un Chokeslam. Dopo il match, Taker effettua una Chokeslam da una scala facendogli sfondare il tappeto del ring. Subito dopo, le fiamme hanno avvolto Edge, indicando che la Rated-R Superstar è andata all'inferno. La serata si conclude con Undertaker che festeggia la vittoria tra le urla dei fan.

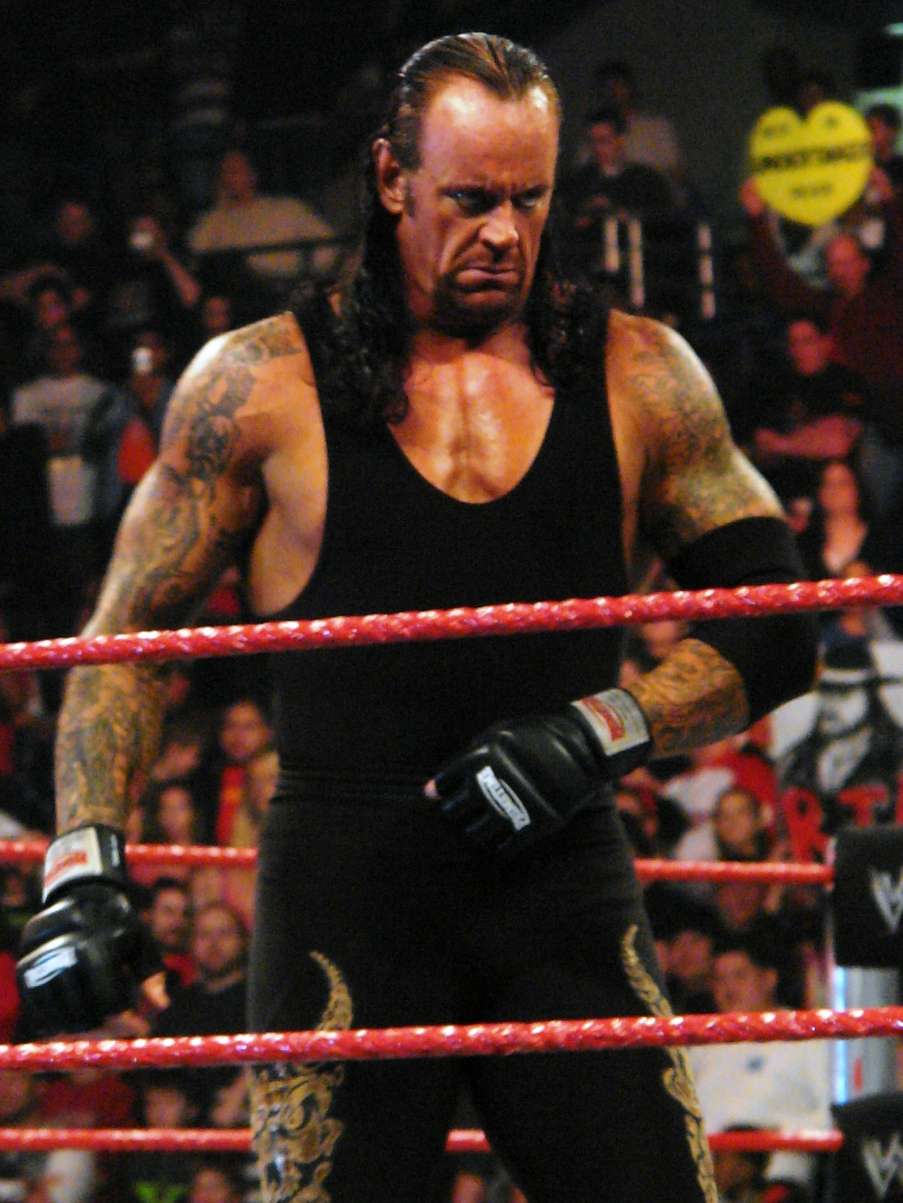
Undertaker, affrontò Edge nel main event

### Dopo SummerSlam
Con Edge fuori dalla Familia, Vickie ed i suoi tentarono di scusarsi nell'edizione seguente di SmackDown, ma Taker rifiutò le loro scuse, dicendo che, anzi, voleva le loro anime. Il feud continuò, e ad Unforgiven Big Show attaccò Undertaker mentre questi tentava di attaccare il GM di Smackdown. I due si affrontarono a No Mercy, ma a vincere fu Big Show. Nell'edizione seguente di Smackdown Taker attaccò Show durante un match contro Triple H, e così i due decisero di riaffrontarsi a Cyber Sunday, dove il Deadman trionfò.
Triple H riuscì a difendere poi il titolo nella Championship Scramble di Unforgiven, battendo Jeff Hardy, Brian Kendrick, MVP e Shelton Benjamin.
Mark Henry e Matt Hardy continuarono la loro faida: Due giorni dopo, a ECW Hardy combatté contro Mark Henry, ma il match si concluse con la vittoria del World's strongest man. I due si riaffrontarono nella Championship Scramble di ECW ad Unforgiven, alla quale presero parte anche Finlay, Miz e Chavo Guerrero. Il vincitore fu Matt Hardy. Tuttavia, Henry chiese un rematch poiché Hardy non lo aveva mai schienato nel match. A No Mercy, Matt difese con successo il titolo contro Mark Henry.
John Cena avrebbe dovuto prendere parte alla Championship Scramble di RAW ad Unforgiven assieme a Batista, Kane, JBL e CM Punk, ma non ci riuscì, poiché nel match contro Batista si era infortunato al collo. Il suo posto venne preso da Rey Mysterio. Nel match che vi fu, Chris Jericho sostituì CM Punk, attaccato poco prima del match dal Team Priceless. Jericho vinse la Scramble e divenne campione.
Infine, Santino e Beth continuarono ad aiutarsi, e nell'edizione speciale di Smackdown precedente a No Mercy, i due si aiutarono nei rispettivi Champion vs. Champion match, Santino contro Shelton Benjamin (U.S.Champion) e Beth contro Michelle McCool (Divas Champion).

## Risultati
| #    | Incontri                                                                        | Stipulazioni                                                                                | Durata |
| ---- | ------------------------------------------------------------------------------- | ------------------------------------------------------------------------------------------- | ------ |
| Dark | Big Show ha sconfitto Bam Neely (con Chavo Guerrero)                            | Single match                                                                                | 04:41  |
| 1    | Montel Vontavious Porter ha sconfitto Jeff Hardy                                | Single match                                                                                | 10:21  |
| 2    | Beth Phoenix e Santino Marella hanno sconfitto Mickie James e Kofi Kingston (c) | Mixed tag team match per il WWE Intercontinental Championship e il WWE Women's Championship | 05:35  |
| 3    | Matt Hardy ha sconfitto Mark Henry (c) (con Tony Atlas) per squalifica          | Single match per l'ECW Championship                                                         | 00:31  |
| 4    | CM Punk (c) ha sconfitto John "Bradshaw" Layfield                               | Single match per il World Heavyweight Championship                                          | 11:09  |
| 5    | Triple H (c) ha sconfitto The Great Khali                                       | Single match per il WWE Championship                                                        | 09:18  |
| 6    | Batista ha sconfitto John Cena                                                  | Single match                                                                                | 13:44  |
| 7    | The Undertaker ha sconfitto Edge                                                | Hell in a cell match                                                                        | 26:35  |